# Midden-Wolgacultuur
De Midden-Wolgacultuur (Russisch: Средневолжская культура, Srednevolzjskaja koeltoera) was een neolithische archeologische cultuur van de midden-Wolga-regio (6e - 5e millennium v.Chr.).
De cultuur ontstond op het grondgebied van de voorafgaande Jelsjankacultuur, als gevolg van migratie naar het noorden van een bevolking uit de beneden-Wolga-regio. Ze is gerelateerd aan een aantal andere Oost-Europese culturen als de Kaspische, Midden-Don- en Dnjepr-Donetscultuur. De cultuur werd opgevolgd door de Samaracultuur van de vroege kopertijd.

## Sites
Er zijn meer dan 20 sites bekend: Jelsjanskaja I en II, Ivanovskaja, Zachar-Kalma, Vilovatovskaja, Maksimovskaja I en II, en Maly Sjichan in het stroomgebied van de Samara; Iljinka, Lebjazjinka I, IV, V, Tsjekalino IV, Bolsjaja Rakovka II, Tsjesnokovka II, Krasny Jar VII, Solontsovka, gelegen in het stroomgebied van de Sok; Svan I en II, Melekess III bij de Bolsjoj Tsjeremsjan; Podlesnoje III, V en VII en de Penza-sites aan de bovenloop van de Soera.

## Aardewerk
Het aardewerk heeft een dichte scherf, met een wanddikte van 0,5-1 cm. De buitenkanten zijn gladgemaakt, soms glanzend gepolijst. De vaten lopen aan de bovenzijde naar binnen. De doorsnedes van de mondingen zijn rond of plat. De bodems zijn plat, soms licht concaaf. Puntige en ronde bodems zijn niet gevonden. Vaak bevinden zich inkepingen langs de mondingen. De meeste vaten hebben onder de kelk een horizontale rij kuiltjes, die aan de binnenkant bultjes vormen. Daarnaast zijn er vaak met een kam aangebrachte decoraties in de vorm van horizontale of verticale rijen driehoekige of ovale inkepingen. Sommige vaten hebben een complexere decoratie in de vorm van schuine rijen ingekerfde lijnen of een "schuin rooster", een tandwielstempel in horizontale rijen, een verticale zigzag of een "lopende" kam. Ook zijn er vaten versierd met "spijkervormige" inkepingen. 
Midden-Wolga-aardewerk toont enkele overeenkomsten met het keramiek van de in het noorden aangrenzende Kamacultuur, maar ook duidelijke verschillen. Het aardewerk van de Kamacultuur bestaat uit groot en dikwandig eivormig vaatwerk met ronde en puntvormige bodems, het vaatwerk van de Samara-Wolga-regio is van meer gemiddeld formaat, relatief dunwandig en met platte bodems.  
Een zekere invloed van de zuidelijke steppeculturen is zichtbaar in de decoraties. Deze zuidelijke keramiek wordt gekenmerkt door rechtwandig vaatwerk met afgeronde of platte bodems. De klei werd verschraald met zand en gemalen schelpen, en de decoraties voornamelijk op het bovenste deel aangebracht.   
Ten zuidwesten van de Midden-Wolgacultuur bevond zich de Midden-Doncultuur, die er enkele overeenkomsten mee heeft. Beide tonen rechtwandig vaatwerk, soortgelijke verschralingen, en vergelijkbare decoraties. De grens tussen de Midden-Don- en Midden-Wolgaculturen lag bij de bovenloop van de Soera. 
Verder naar het westen heeft het midden-Wolga-aardewerk enige overeenkomsten met het aardewerk van de Dnjepr-Donetscultuur.